# Festival di Cannes 1993
La 46ª edizione del Festival di Cannes si è svolta a Cannes dal 13 al 24 maggio 1993.
La giuria presieduta dal regista francese Louis Malle ha assegnato la Palma d'oro per il miglior film ex aequo a Addio mia concubina di Chen Kaige e Lezioni di piano di Jane Campion.
È stata la prima Palma d'oro ad un regista cinese e la prima ad una regista donna.
La cerimonia di apertura per la prima volta è stata trasmessa in diretta televisiva.

## Selezione ufficiale

### Concorso
- Magnificat, regia di Pupi Avati (Italia)
- Mazeppa, regia di Bartabas (Francia)
- Molto rumore per nulla (Much Ado About Nothing), regia di Kenneth Branagh (Gran Bretagna/USA)
- Lezioni di piano (The Piano), regia di Jane Campion (Australia/Nuova Zelanda/Francia)
- Libera me, regia di Alain Cavalier (Francia)
- Addio mia concubina (Ba wang bie ji), regia di Chen Kaige (Cina/Hong Kong)
- Scherzi maligni (Frauds), regia di Stephan Elliott (Australia)
- Ultracorpi - L'invasione continua (Body Snatchers), regia di Abel Ferrara (USA)
- Il maestro burattinaio (Xi meng ren sheng), regia di Hou Hsiao-Hsien (Taiwan)
- Dyuba-Dyuba, regia di Aleksandr Khvan (Russia)
- Naked - Nudo (Naked), regia di Mike Leigh (Gran Bretagna)
- Piovono pietre (Raining Stones), regia di Ken Loach (Gran Bretagna)
- Broken Highway, regia di Laurie McInnes (Australia)
- L'uomo sulla banchina (L'homme sur les quais), regia di Raoul Peck (Francia/Canada)
- Louis, enfant roi, regia di Roger Planchon (Francia)
- Friends, regia di Elaine Proctor (Sudafrica/Gran Bretagna/Francia)
- Un giorno di ordinaria follia (Falling Down), regia di Joel Schumacher (Francia/USA/Gran Bretagna)
- Piccolo, grande Aaron (King of the Hill), regia di Steven Soderbergh (USA)
- Fiorile, regia di Paolo e Vittorio Taviani (Italia/Francia/Germania)
- Ma saison préférée, regia di André Téchiné (Francia)
- La scorta, regia di Ricky Tognazzi (Italia)
- Così lontano, così vicino (In weiter Ferne, so nah!), regia di Wim Wenders (Germania)
- Duca si nasce! (Splitting Heirs), regia di Robert Young (Gran Bretagna)

### Fuori concorso
- Toxic Affair, regia di Philomène Esposito (Francia)
- Il bambino di Mâcon (The Baby of Mâcon), regia di Peter Greenaway (Gran Bretagna/Francia/Germania/Belgio/Paesi Bassi)
- Cliffhanger - L'ultima sfida (Cliffhanger), regia di Renny Harlin (Italia/Francia/USA)
- Madadayo - Il compleanno (Madadayo), regia di Akira Kurosawa (Giappone)
- Lo sbirro, il boss e la bionda (Mad Dog and Glory), regia di John McNaughton (USA)

### Un Certain Regard
- El acto en cuestión, regia di Alejandro Agresti (Argentina/Paesi Bassi)
- Excursion to the Bridge of Friendship, regia di Christina Andreef (Australia)
- Il grande cocomero, regia di Francesca Archibugi (Francia/Italia/Paesi Bassi)
- Le silence de l'été, regia di Véronique Aubouy (Francia)
- Latcho Drom, regia di Tony Gatlif (Francia)
- O Fim do Mundo, regia di João Mário Grilo (Portogallo/Francia)
- La musica del caso (The Music of Chance), regia di Philip Haas (USA)
- Predchuvstviye, regia di Valeriu Jereghi
- Sódóma Reykjavík, regia di Óskar Jónasson (Islanda)
- Sonatine, regia di Takeshi Kitano (Giappone)
- Desperate Remedies, regia di Stewart Main e Peter Wells (Nuova Zelanda)
- The Wrong Man, regia di Jim McBride (USA)
- L'uccello della felicità (El pájaro de la felicidad), regia di Pilar Miró (Spagna)
- Bedevil, regia di Tracey Moffatt (Australia)
- Anchoress, regia di Chris Newby (Belgio/Gran Bretagna)
- Charlie and the Doctor, regia di Ralph C. Parsons (Francia)
- Stroke, regia di Mark Sawers (Canada)
- Oktyabr, regia di Abderrahmane Sissako (Francia/Mauritania/Russia)
- Ohikkoshi, regia di Sômai Shinji (Giappone)
- Desideri smarriti (Bodies, Rest & Motion), regia di Michael Steinberg (USA)
- Avsporing, regia di Unni Straume
- François Truffaut: Portraits volés, regia di Serge Toubiana e Michel Pascal (Francia)
- Il profumo della papaya verde (Mùi du du xanh), regia di Tran Anh Hung (Vietnam/Francia)
- Les Demoiselles ont eu 25 ans, regia di Agnès Varda (Francia)
- Wendemi, l'enfant du bon Dieu, regia di S. Pierre Yameogo (Burkina Faso/Francia)

## Settimana internazionale della critica
- Faut-il aimer Mathilde?, regia di Edwin Baily (Francia/Belgio)
- Combination Platter, regia di Tony Chan (USA)
- Cronos, regia di Guillermo del Toro (Messico)
- Les histoires d'amour finissent mal... en général, regia di Anne Fontaine (Francia)
- Don't Call Me Frankie, regia di Thomas A. Fucci (USA)
- Abissinia, regia di Francesco Ranieri Martinotti (Italia)
- Requiem pour un beau sans coeur, regia di Robert Morin (Canada)

## Quinzaine des Réalisateurs
- Mi vida loca, regia di Allison Anders (USA/Gran Bretagna)
- Lolo, regia di Francisco Athié (Messico)
- Sombras en una batalla, regia di Mario Camus (Spagna)
- È pericoloso sporgersi, regia di Nae Caranfil (Romania/Francia)
- La valle del peccato (Vale Abraão), regia di Manoel de Oliveira (Francia/Portogallo/Svizzera)
- Fausto, regia di Rémy Duchemin (Francia)
- La place d'un autre, regia di René Féret (Francia)
- The Snapper, regia di Stephen Frears (Gran Bretagna/Irlanda)
- Padma Nadir Majhi, regia di Goutam Ghose (India/Bangladesh)
- Nella giungla di cemento (Menace II Society), regia di Albert e Allen Hughes (USA)
- Pilkkuja ja pikkuhousuja, regia di Matti Ijäs (Finlandia)
- Je m'appelle Victor, regia di Guy Jacques (Francia/Belgio/Germania)
- Grand bonheur, regia di Hervé Le Roux (Francia)
- Angely v rayou, regia di Yevgeni Lungin (Russia/Francia)
- La ardilla roja, regia di Julio Medem (Spagna)
- Le mari de Léon, regia di Jean-Pierre Mocky (Francia)
- Ruby in Paradiso (Ruby in Paradise), regia di Víctor Núñez (USA)
- Gyerekgyilkosságok, regia di Ildikó Szabó (Ungheria)
- L'uomo in uniforme (I Love a Man in Uniform), regia di David Wellington (Canada)
- Moi Ivan, Toi Abraham, regia di Yolande Zauberman (Francia/Bielorussia)
- Lan feng zheng, regia di Tian Zhuangzhuang (Cina/Hong Kong)

## Giurie

### Concorso
- Louis Malle, regista (Francia) - presidente
- Claudia Cardinale, attrice (Italia)
- Inna Churikova, attrice (Russia)
- Judy Davis, attrice (Australia)
- Abbas Kiarostami, regista (Iran)
- Emir Kusturica, regista (Repubblica Federale di Jugoslavia)
- William Lubtchansky, direttore della fotografia (Francia)
- Tom Luddy, produttore (USA)
- Gary Oldman, attore (Gran Bretagna)
- Augusto M. Seabra, critico (Portogallo)

### Caméra d'or
- Micheline Presle, attrice (Francia) - presidente
- Gabriel Auer, regista (Francia)
- Attilio D'Onofrio (Italia)
- Anne De Gasperi, giornalista (Francia)
- Rémy Pages, cinefilo (Francia)
- Tony Rayns, cinefilo
- Lia Somogyi (Ungheria)
- Aruna Vasudev

## Palmarès
- Palma d'oro: Addio mia concubina (Ba wang bie ji), regia di Chen Kaige (Cina/Hong Kong) ex aequo Lezioni di piano (The Piano), regia di Jane Campion (Australia/Nuova Zelanda/Francia)
- Grand Prix Speciale della Giuria: Così lontano, così vicino (In weiter Ferne, so nah!), regia di Wim Wenders (Germania)
- Premio della giuria: Piovono pietre (Raining Stones), regia di Ken Loach (Gran Bretagna) ex aequo Il maestro burattinaio (Xi meng ren sheng), regia di Hou Hsiao-Hsien (Taiwan)
- Prix d'interprétation féminine: Holly Hunter - Lezioni di piano (The Piano), regia di Jane Campion (Australia/Nuova Zelanda/Francia)
- Prix d'interprétation masculine: David Thewlis - Naked - Nudo (Naked), regia di Mike Leigh (Gran Bretagna)
- Prix de la mise en scène: Mike Leigh - Naked - Nudo (Naked) (Gran Bretagna)
- Grand Prix tecnico: Jean Gargonne e Vincent Arnardi - Mazeppa, regia di Bartabas (Francia)
- Caméra d'or: Il profumo della papaya verde (Mùi du du xanh), regia di Tran Anh Hung (Vietnam/Francia)
  - Caméra d'oro - Menzione speciale: Friends, regia di Elaine Proctor (Sudafrica/Gran Bretagna/Francia)
- Premio Un Certain Regard: Latcho Drom, regia di Tony Gatlif
- Premio Mercedes-Benz per il miglior film della Settimana della Critica: Cronos, regia di Guillermo del Toro (Messico)
- Premio FIPRESCI: Addio mia concubina (Ba wang bie ji), regia di Chen Kaige (Cina/Hong Kong) ex aequo Gyerekgyilkosságok, regia di Ildikó Szabó (Ungheria)
- Premio della giuria ecumenica: Libera me, regia di Alain Cavalier (Francia)
  - Premio della giuria ecumenica - Menzione speciale: Il grande cocomero, regia di Francesca Archibugi (Francia/Italia/Paesi Bassi)